# Шишкань (Васлуй)
Шишкань, Шишкані (рум. Șișcani) — село у повіті Васлуй в Румунії. Входить до складу комуни Хочень.
Село розташоване на відстані 280 км на північний схід від Бухареста, 21 км на схід від Васлуя, 70 км на південний схід від Ясс, 128 км на північ від Галаца.

## Населення
За даними перепису населення 2002 року у селі проживали 398 осіб, з них 397 осіб (99,7%) румунів. Усі жителі села рідною мовою назвали румунську.